# Dekanat Mikstat
Dekanat Mikstat – jeden z 33 dekanatów w rzymskokatolickiej diecezji kaliskiej.

## Parafie
W skład dekanatu wchodzi 8 parafii:
- parafia św. Marcina – Chlewo
- parafia św. Wawrzyńca – Chynowa
- parafia Najświętszego Serca Pana Jezusa – Czarnylas
- parafia Matki Bożej Częstochowskiej – Dębnica
- parafia Zwiastowania Pańskiego – Kaliszkowice Kaliskie
- parafia Narodzenia Najświętszej Maryi Panny – Kotłów
- parafia Świętej Trójcy – Mikstat
- parafia św. Idziego – Przedborów

## Sąsiednie dekanaty
Grabów, Odolanów, Ołobok, Ostrów Wielkopolski I, Ostrów Wielkopolski II, Ostrzeszów